# Йожен Ланфан
Йожен Арман Ланфан (на френски: Eugène Armand Lenfant) е френски колониален офицер, изследовател на Африка.

## Ранни години (1865 – 1896)
Роден е на 11 април 1865 година в Мелюн, департамента Сен е Марн, Франция. Завършва политехническо училище и през 1892 става лейтенант от артилерията в колониалните френски войски. През 1893 – 1895 участва във военните кампании в Анам и Тонкин. През 1896 е произведен в чин лейтенант и е командирован в Западна Африка.

## Изследователска дейност (1896 – 1910)
През 1901 успява да прекара 54 тона провизии и амуниции по река Нигер до Ниамей, където е блокиран френския гарнизон на града в резултат от въстанието на местните племена. През 1902 година, с подкрепата на Френското географско дружество и Министерството на колониите, Ланфан започва търсене на воден път от бреговете на Атлантическия океан до Чад. След двегодишни щателни изследвания на вододела между басейните на река Нигер и езерото Чад през 1904 пръв преминава по откритата през 1902 от Льофлер (негов подчинен) бифуркация на река Логоне, през блатото Тубури и по река Майо-Кеби, десен приток на Бенуе. През 1906 – 1908 изследва и картира южната част на басейна на река Шари.

## Следващи години (1910 – 1923)
От 1910 до 1912 отново е във Виетнам, в района на Сайгон, като изпълнява длъжността началник на артилерията. Разболява се сериозно от дизентерия и е евакуиран по спешност във Франция.
По време на Първата световна война с чин полковник заема длъжността командващ артилерия на корпус, но отново напуска бойното поле поради здравословни причини. През 1916 е назначен за военен губернатор на Чад и се пенсионира през 1918 с чин бригаден генерал.
Умира на 21 март 1923 година в Париж на 57-годишна възраст.